# Ao po'i

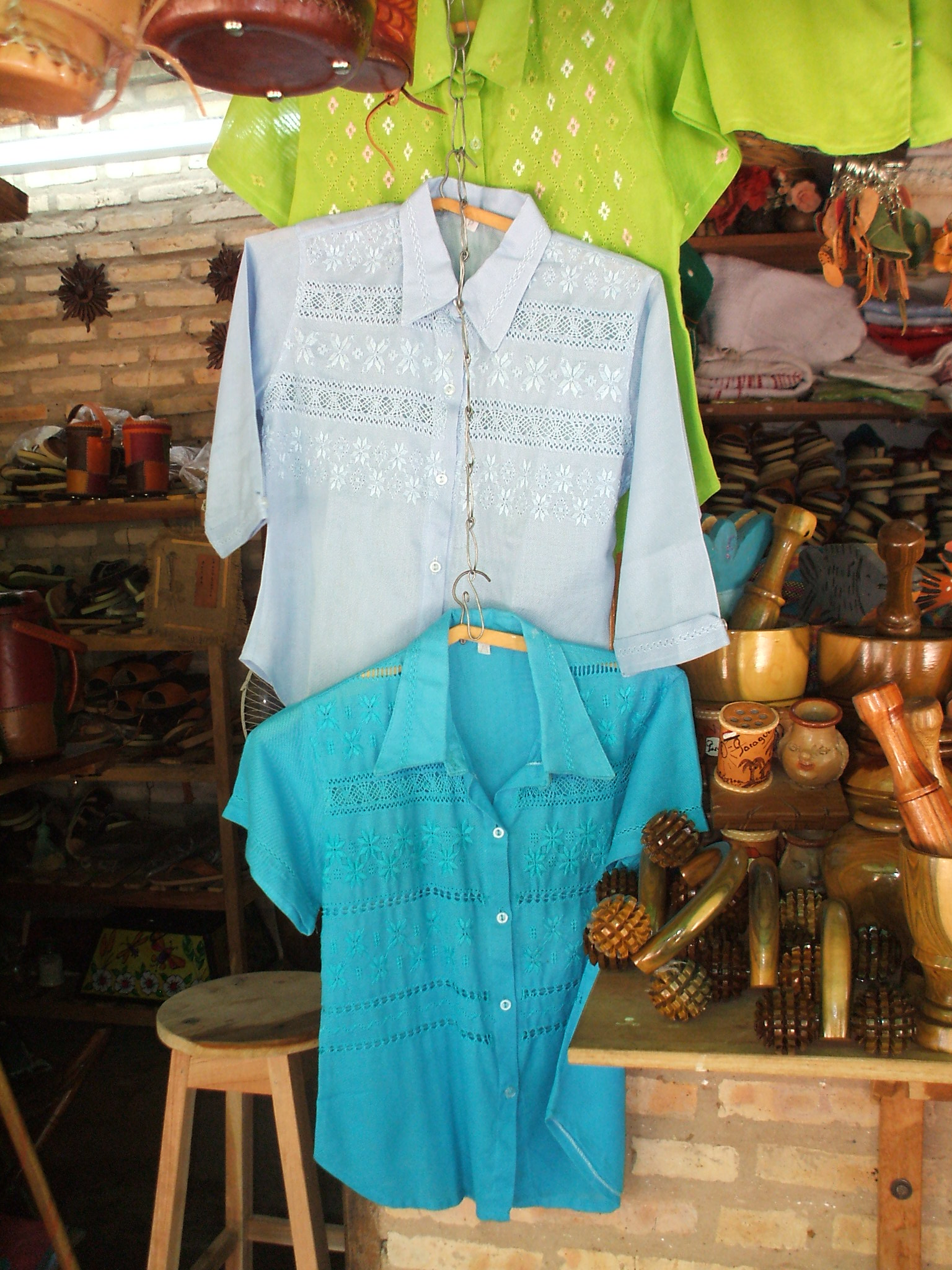
Prendas de ao po'i.

El bordado del ao po'i, palabra en idioma guaraní que significa "tela fina o prenda delicada", surgió en el siglo XIX en Yataity, localidad ubicada en el Departamento de Guairá, región central del Paraguay. 
Durante el periodo gubernamental de José Gaspar Rodríguez de Francia, quien ejerció como dictador en Paraguay desde 1813 hasta 1840, se impuso un cierre de fronteras con el objetivo de salvaguardar la independencia del país. Esta medida limitó la importación de productos, lo que llevó a las mujeres a enfrentarse a la necesidad de hilvanar el algodón con el fin de tejer, bordar y confeccionar diversas prendas de vestir para su uso personal. Este tejido se convirtió en el punto de partida del reconocido ao po'i auténtico. Con el paso del tiempo, este estilo de tejido fue evolucionando gracias a la incorporación de distintos bordados, deshilados, encajes, festones y la meticulosa técnica del punto cruz.
Inicialmente, el tejido del ao po'i carecía de bordados y se asemejaba a un lienzo simple. Sin embargo, con el tiempo, la calidad del bordado fue mejorando significativamente. Este arte no solo se utilizó para vestir a la generación local, sino que también ganó renombre y se convirtió en uno de los productos artesanales más valorados de Paraguay. De hecho, se exporta en grandes cantidades a países como Argentina, Brasil, España, Italia, Alemania, Australia, Estados Unidos, entre otros.

## Uso en el folklore
La prenda del ao po'i tiene un amplio uso en el ámbito del folklore paraguayo, tanto en la ejecución de la danza de la polka paraguaya como en diversas festividades, incluyendo la conmemoración de la independencia nacional y otros eventos culturales relevantes.